# Adlán Bisultánov
Adlán Delimbékovich Bisultánov –en ruso, Адлан Делимбекович Бисултанов– (Argún, 15 de agosto de 1989) es un deportista ruso, de origen checheno, que compite en judo. Ganó una medalla de bronce en el Campeonato Europeo de Judo de 2014, en la categoría de –100 kg.

## Palmarés internacional
| Campeonato Europeo | Campeonato Europeo    | Campeonato Europeo | Campeonato Europeo |
| Año                | Lugar                 | Medalla            | Categoría          |
| ------------------ | --------------------- | ------------------ | ------------------ |
| 2014               | Montpellier (Francia) | Medalla de bronce  | –100 kg            |